# Mirjam de Graaff
Mirjam de Graaff (Haarlem, 19 mei 1969) is een Nederlandse televisieregisseur die werkzaam is bij de omroep BNNVARA. De Graaff had een nauwe samenwerking met haar broer Bart de Graaff, de oprichter van BNN, en was betrokken bij verschillende van zijn televisieprojecten. Na zijn overlijden in 2002 was zij medeoprichter van de Bart de Graaff Foundation, een stichting die zich richt op het ondersteunen van jonge ondernemers met een lichamelijke beperking.

## Carrière
Mirjam de Graaff begon haar loopbaan in 1988 als regie-assistent bij het televisieprogramma Countdown van Veronica, op 18-jarige leeftijd. Later regisseerde ze B.O.O.S., het eerste programma van Bart de Graaff. Gedurende haar carrière regisseerde zij diverse programma's voor BNN, waaronder Spuiten en Slikken. Na de fusie tussen BNN en VARA nam De Graaff de regie op zich van programma's als 2 voor 12, Per Seconde Wijzer en Kassa.

## Nevenactiviteiten
Naast haar werk voor BNNVARA is De Graaff voorzitter van de Bart de Graaff Foundation, een organisatie die ze oprichtte na de dood van haar broer in 2002. De stichting richt zich op het helpen van jonge mensen met een lichamelijke beperking bij het starten van hun eigen bedrijf. De Graaff zet zich tot heden in voor deze stichting. In 2021 ontving ze de Tineke Trofee voor haar inzet voor de Bart de Graaff Foundation.
Daarnaast is ze actief als ambassadeur voor de Nierstichting. Haar inzet voor deze stichting is mede ingegeven door de nierziekte waaraan haar broer Bart leed. Als ambassadeur streeft zij ernaar het bewustzijn rondom nierziekten te vergroten en aandacht te vragen voor de impact die deze ziekten hebben op patiënten en hun omgeving.
Naast bovenstaande is Mirjam ook betrokken bij evenementen die haar broer herdenken, zoals de Barts Media Run en een jaarlijkse borrel op zijn sterfdag. Ze beheert ook het YouTube-kanaal van haar broer om zijn nalatenschap levend te houden.

## Persoonlijk
Mirjam de Graaff is getrouwd met Peter Jan Smit en heeft drie kinderen: twee zonen en een dochter.